# نادي مضر لكرة اليد
نادي مضر لكرة اليد هو فريق كرة يد سعودي يقع مقره في بلدة القديح. يلعب في دوري الأمير فيصل بن فهد الممتاز لكرة اليد وهو اكبر نادي كرة يد بالسعودية.

## وصلات خارجية
- الموقع الرسمي